# Canzo
Canzo (en idioma lombardo, Canz) es un municipio italiano situado en la provincia de Como, en Lombardía. Tiene una población estimada, a fines de febrero de 2024, de 5148 habitantes.
Cumbre norte de Brianza y capital de la Comunidad Montesa del Triángulo Lariano, es una pequeña localidad perteneciente a los Prealpes lombardos.

## Geografía
Es la última localidad de la Alta Brianza al límite con el valle Valassina (del cual la separa la cascada de Vallategna). Está situado en una valle rodeado por las montañas Cornizzolo, Corni, Barzaghino y Scioscia. 
Es atravesado por el arroyo Ravela, al lado del cual se halla el casco antiguo. En el margen oeste pasa el río Lambro, procedente del valle Valassina. Además en el municipio hay numerosos manantiales en las montañas y un lago, el lago Segrino, que comparte con los municipios de Eupilio y Longone al Segrino.
La altitud del territorio municipal va de un mínimo de 334 metros sobre el nivel del mar a un máximo de 1331 metros sobre el nivel del mar.

## Evolución demográfica
| Gráfica de evolución demográfica de Canzo entre 1861 y 2024 |
|                                                             |
| Fuente: ISTAT - Elaboración gráfica de Wikipedia            |